# Quixaba (Paraíba)
Quixaba is een gemeente in de Braziliaanse deelstaat Paraíba. De gemeente telt 1.488 inwoners (schatting 2009).